# 이제니
이제니(영어: Jennifer Lee, 제니퍼 리, 1979년 7월 20일~)는 대한민국의 배우이다.

## 논란
1998년 12월 토픽스에드버타이징과 2년 전속계약을 맺었지만 SBS 드라마 《당신은 누구시길래》 촬영장에 무단으로 나오지 않은 데다 일방적으로 매니저를 바꾸겠다며 출연료를 독차지하는 등 계약을 위반했고 이 과정에서 2000년 6월 28일 토픽스에드버타이징으로부터 6000만원의 손해배상 청구소송을 받아야 했다.

## 생애
그녀는 미국워싱턴주시애틀에서태어났다. 그리고 잠시동안 한국에서 살다가미국캘리포니아주LA에이주중이다.

## 출연작

### 드라마
- 1993년 SBS 청소년드라마 《공룡선생》
- 1994년 MBC 농촌드라마 《전원일기》
- 1995년 SBS 일일시트콤 《LA 아리랑》
- 1996년 KBS2 미니시리즈 《파파》 ... 이수지 역
- 1996년 MBC 월화드라마 《아이싱》
- 1996년 MBC 청춘시트콤 《남자 셋 여자 셋》
- 1997년 MBC 대하드라마 《미망》
- 1998년 KBS1 특집드라마 《희망여관》
- 1999년 MBC 단막극 《베스트극장 - 내 딸아이의 사랑 이야기》 ... 강미연 역
- 1999년 SBS 일일연속극 《당신은 누구시길래》 ... 김유라 역
- 2000년 MBC 청춘시트콤 《뉴 논스톱》
- 2004년 MBC 미니시리즈 《황태자의 첫사랑》 ... 신예서 역
- 2007년 KBS2 TV소설 《그대의 풍경》
- 2014년 MBN 실화극 《기막힌 이야기 실제상황》

### 영화
- 1992년 《돌아오라 개구리 소년》
- 1994년 《핑크빛 깡통》
- 1997년 《할렐루야》 ... 한나 역